# Массон, Оливье
Оливье Массон (фр. Olivier Masson; 3 апреля 1922, Париж — 23 февраля 1997, там же) — французский лингвист, специалист по древнегреческому языку и эгейским письменностям.
Занимал должность профессора и директора по греческой филологии в секции IVe Практической школы высших исследований. Специализировался в кипрских греческих надписях, а также в изучении кипро-минойского письма, составил корпус надписей последнего (к настоящему времени он устарел, но более новый корпус С. Феррары реализован лишь частично).
В сфере изучения микенского греческого языка внёс вклад в понимание антропонимов. В 1995 году был избран членом-корреспондентом Гёттингенской академии наук.
Его супругой была Эмилия Массон (1940—2017), урождённая Йованович, родом из Сербии, хеттолог по образованию, также внесшая значительный вклад в археологию Балкан и Малой Азии энеолита и бронзового века, а также изучение надписей Кипра и культуры Винча. После её кончины дочь Оливье и Эмилии, Диана Массон, подарила библиотеку своих родителей Центру кипрских исследований.

## Избранные сочинения
- Les Inscriptions chypriotes syllabiques. Recueil critique et commenté (= Études Chypriotes 1, ISSN 0291-1655). de Boccard, Paris 1961 (Reimpression augmentee. ebenda 1983), (Zugleich: Paris, Univ., Diss.). — Rez. von Louis Deroy, L’antiquité classique 31, 1962, Ss. 436—439, (online).
- Friedrich Bechtel et l’anthroponymie grecque. In: Friedrich Bechtel: Kleine onomastische Studien: Aufsätze zur griechischen Eigennamenforschung. Königstein/Taunus 1981, S. I—IV
- Masson, O. (1957). Les inscriptions étéochypriotes: II. IV. Syria, 34 (1/2), 61-80.
- Masson, O. (1957). Cylindres et cachets chypriotes portant des caractères chyprominoens. Bulletin de Correspondance Hellénique, 81(1), 6-37.
- Masson, O. (1981). À propos des inscriptions chypriotes de Kafizin. Bulletin de correspondance hellénique, 105(2), 623—649.
- Masson, O. (1984). Cesnola et le Tresor de Curium (i). Cahiers du Centre d’Etudes Chypriotes, 1(1), 16-26.
- Masson, O., & Hermary, A. (1988). Le voyage de Ludwig Ross à Chypre en 1845 et les antiquités chypriotes du Musée de Berlin. Cahiers du Centre d’Études Chypriotes, 9(1), 3-10.
- Masson, O. (1990). Paul Perdrizet à Chypre en 1896. Cahiers du Centre d’Études Chypriotes, 13(1), 27-42.
- Masson, O. (1992). Encore les royaumes chypriotes dans la liste d’Esarhaddon. Cahiers du Centre d’Études Chypriotes, 18(2), 27-30.
- Masson, O. (1992). Diplomates et amateurs d’antiquités à Chypre vers 1866—1878. Journal des savants, 1(1), 123—154.
- Masson, O. (1996). La dispersion des antiquités chypriotes: les deux collections Cesnola. Cahiers du Centre d’Études Chypriotes, 25(1), 3-28.
- Masson, O. (1997). Bibliographie thématique des travaux d’Olivier Masson concernant Chypre. Cahiers du Centre d’Études Chypriotes, 27, 3-13.